# 페리스 테일러

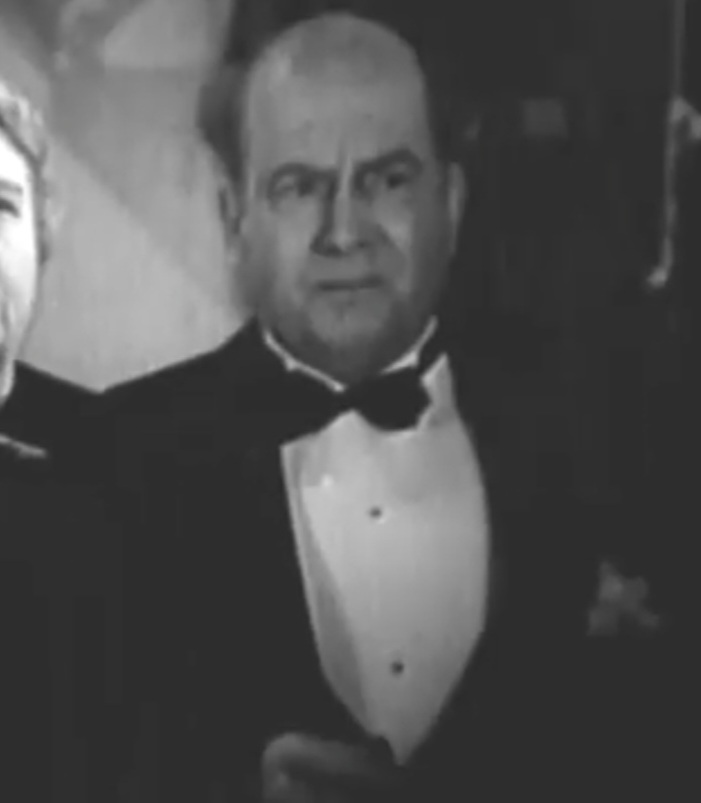

페리스 테일러(Ferris Taylor, 1888년 3월 25일 ~ 1961년 3월 7일)는 미국의 배우, 영화배우이다.
텍사스주에서 태어났으며 할리우드에서 사망하였다. 사인은 심근 경색이다.

## 영화
- 미스터 빌비디어 링스 더 벨 (1951년)
- 서부의 두 깃발 (1950년)
- 스카이스 더 리미트 (1943년)
- 스미스씨 워싱톤 가다 (1939년)